# Актобе (Жетысайский район)
Актобе (каз. Ақтөбе) — село в Жетысайском районе Туркестанской области Казахстана. Входит в состав Кызылкумского сельского округа. Код КАТО — 514471200.

## Население
В 1999 году население села составляло 623 человека (305 мужчин и 318 женщин). По данным переписи 2009 года, в селе проживало 679 человек (339 мужчин и 340 женщин).